# 1891
1891 (MDCCCXCI) byl rok, který dle gregoriánského kalendáře započal čtvrtkem.

## Události

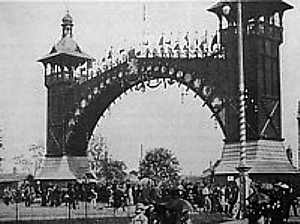
Vstupní brána na Jubilejní zemskou výstavu v Praze 1891 (stržena v roce 1952)

### Česko
- 2. a 4. března – Ve volbách do Říšské rady v Předlitavsku zvítězili Mladočeši nad Staročechy
- 16. června – Na Jubilejní zemské výstavě v Praze vzlétl balon Kysibelka
- 18. července – Zahájen provoz první elektrické tramvaje na území Česka – Křižíkovy Elektrické dráhy na Letné v Praze.
- 20. srpna – Dokončena stavba Petřínské rozhledny na pražském Petříně.
- V Praze-Bubenči bylo vybudováno Výstaviště a konala se zde Druhá Jubilejní zemská výstava.

### Svět
- 1. ledna – V Německu se lidem začal vyplácet starobní důchod
- 16. ledna – V Chile vypukla občanská válka
- 24. února – Nová ústava v Brazílii
- 17. března – U Gibraltaru se potopila loď SS Utopia na níž zahynulo 562 lidí.
- 18. března – Bylo dáno do provozu telefonní spojení mezi Paříží a Londýnem
- 5. května – V New Yorku byla slavnostně otevřena Carnegie Hall
- 11. května – Při návštěvě Japonska byl spáchán neúspěšný atentát na careviče a pozdějšího ruského cara Mikuláše II.
- 15. května – Papež Lev XIII. vydal encykliku Rerum novarum, po níž se začaly v Evropě zakládat křesťanské politické strany.
- 19. května – Začala výstavba Transsibiřské magistrály
- 14. června – Při zhroucení železničního mostu pod projíždějícím vlakem zahynulo ve Švýcarsku 78 lidí
- 1. října – Byla založena Stanfordova univerzita
- 28. října – Při zemětřesení a následné tsunami zahynulo v Japonsku 7 273 lidí
- 18. listopadu – Byl zahájen provoz koňky v Košicích
- Byla složena Portugalská hymna
- V Stockholmu na ostrově Djurgården byl založen Skansen, který se stal inspirací pro zřizování podobného typu muzeí v Evropě

## Vědy a umění

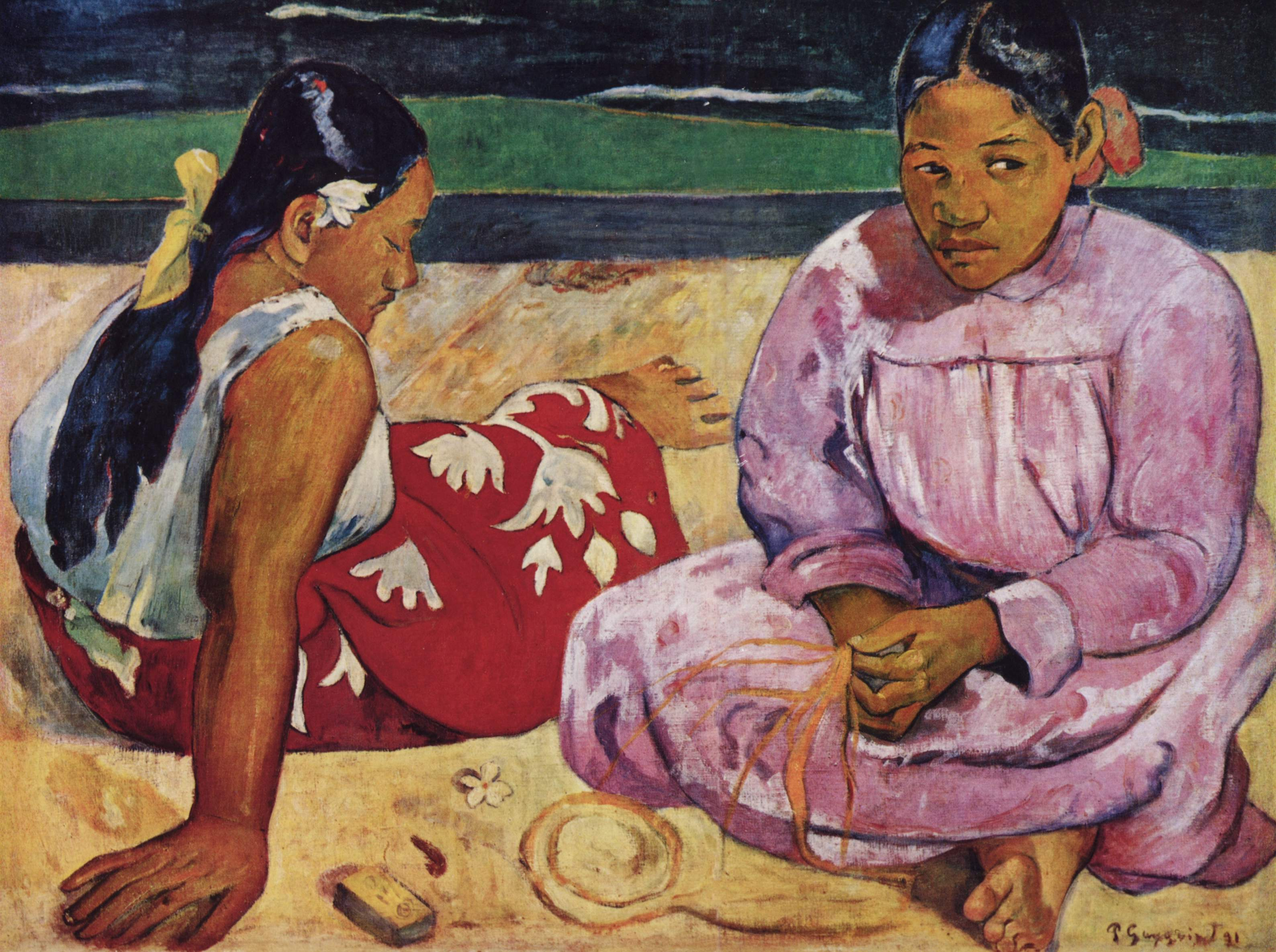
Paul Gauguin: Tahiťanky na pláži (1891)

- 17. října – Ve Vídni bylo slavnostně otevřeno Uměleckohistorické muzeum.
- Thomas Alva Edison patentoval kinematograf (filmovací kamera) a tzv. kinetoskop jako promítací stroj.
- Zřízena telefonní síť v Berlíně.

## Knihy
- Oscar Wilde – Dům granátových jablek
- Julius Zeyer – Jan Maria Plojhar
- Alois Jirásek – Mezi proudy
- Jules Verne – Včera a zítra
- Jules Verne – V pustinách australských
- Karel Klostermann – Ze světa lesních samot
- Oscar Wilde – Zločin lorda Arthura Savila

## Narození

### Česko

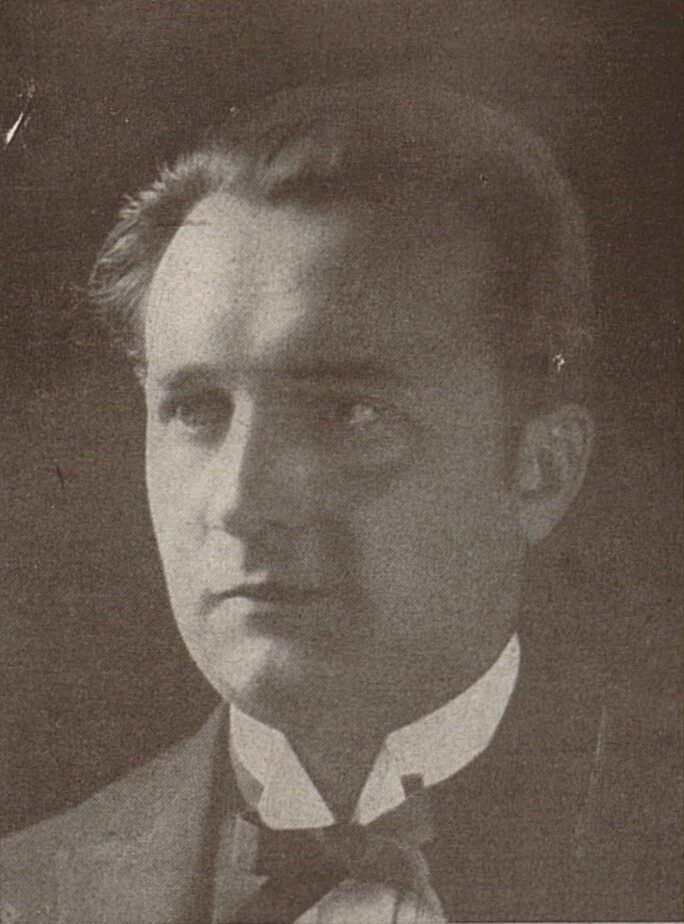
František Smolík (* 23. ledna)

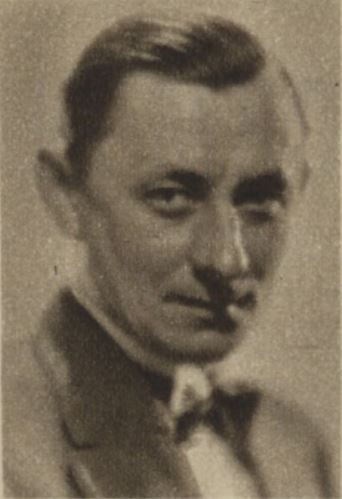
Vlasta Burian (* 9. dubna)

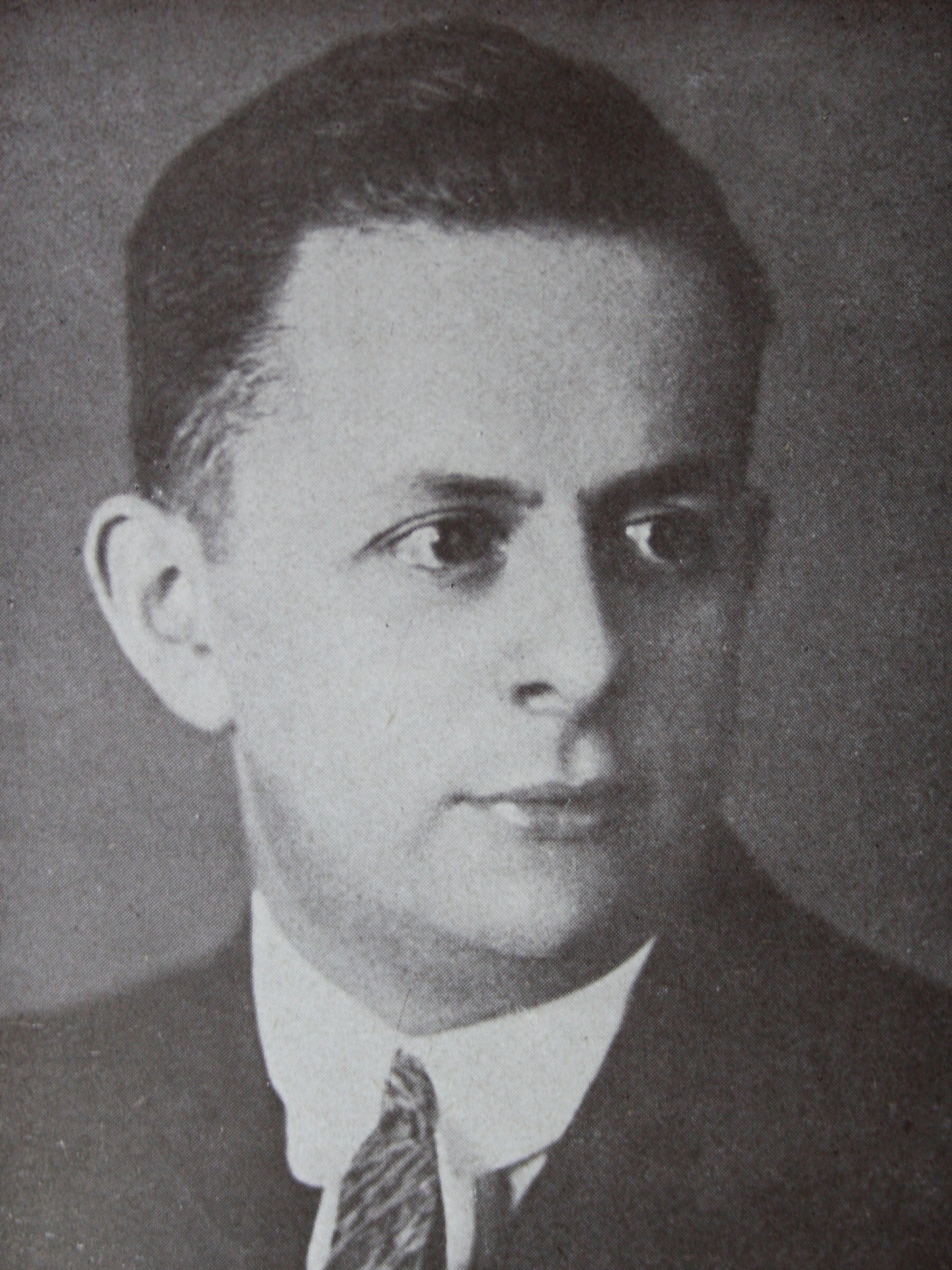
Josef Laufer (* 20. dubna)

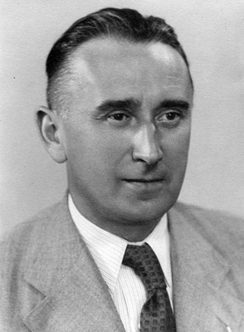
Ladislav Karel Feierabend (* 14. června)

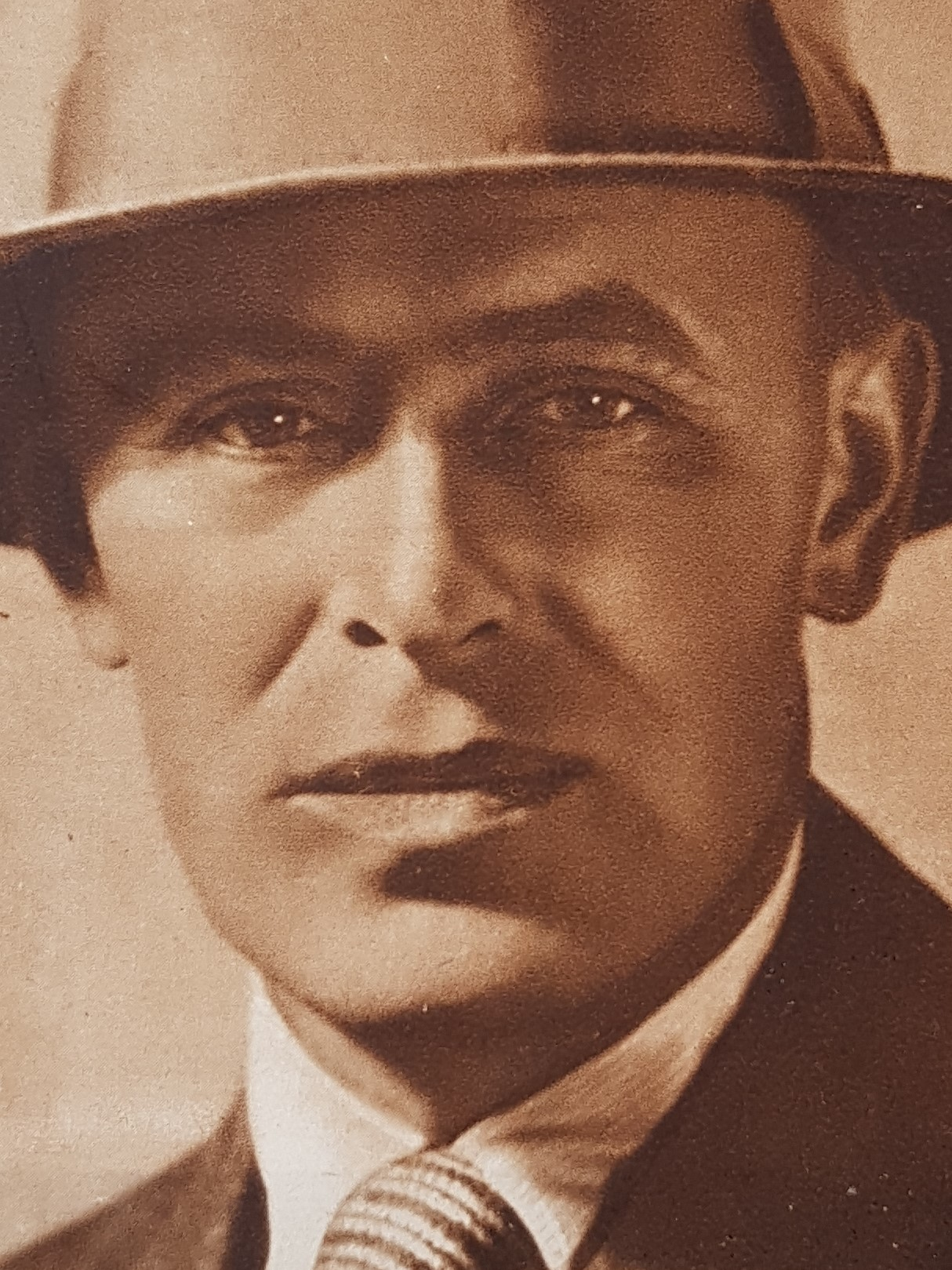
Vladislav Vančura (* 23. června

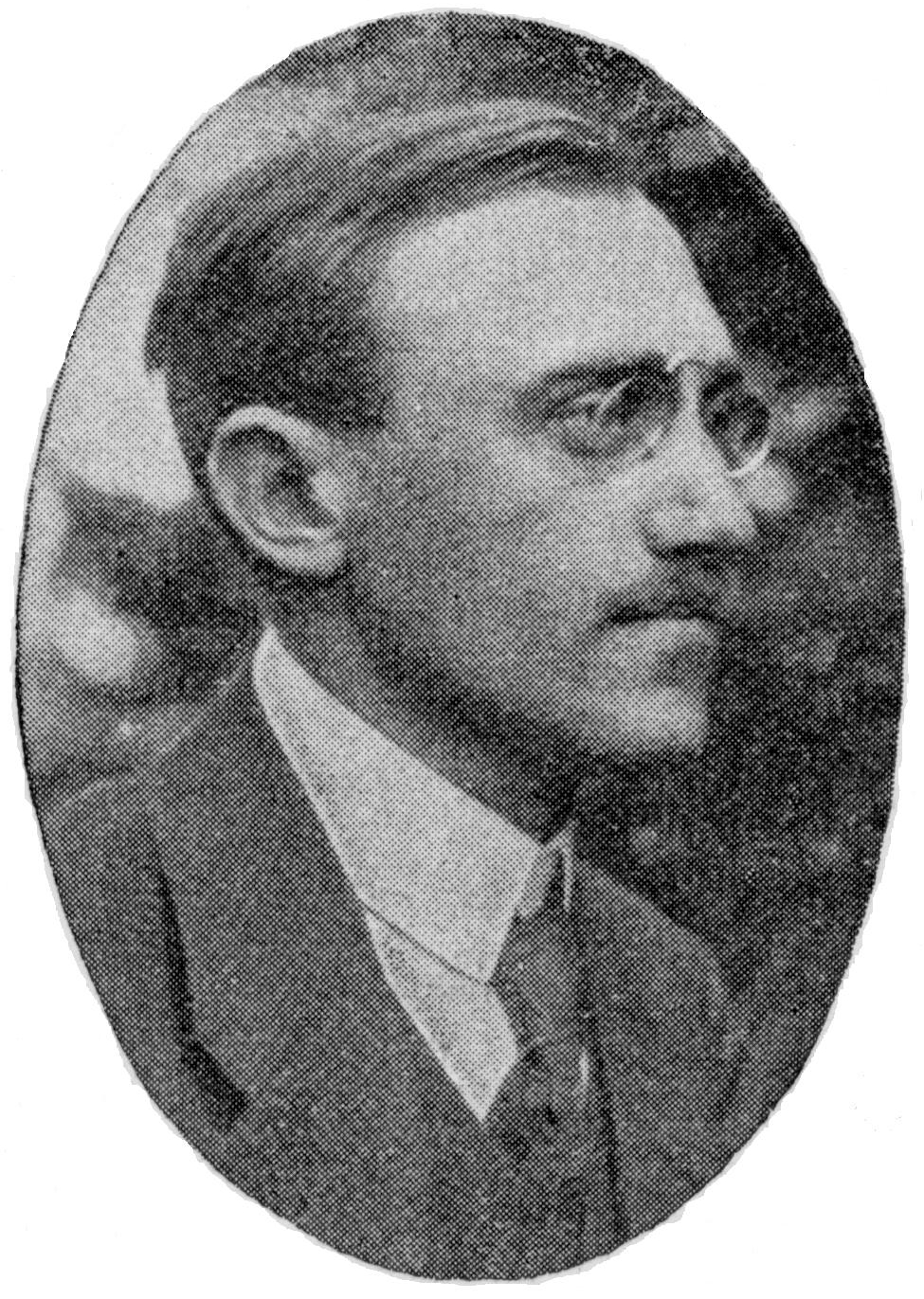
Josef Hora (* 8. července)

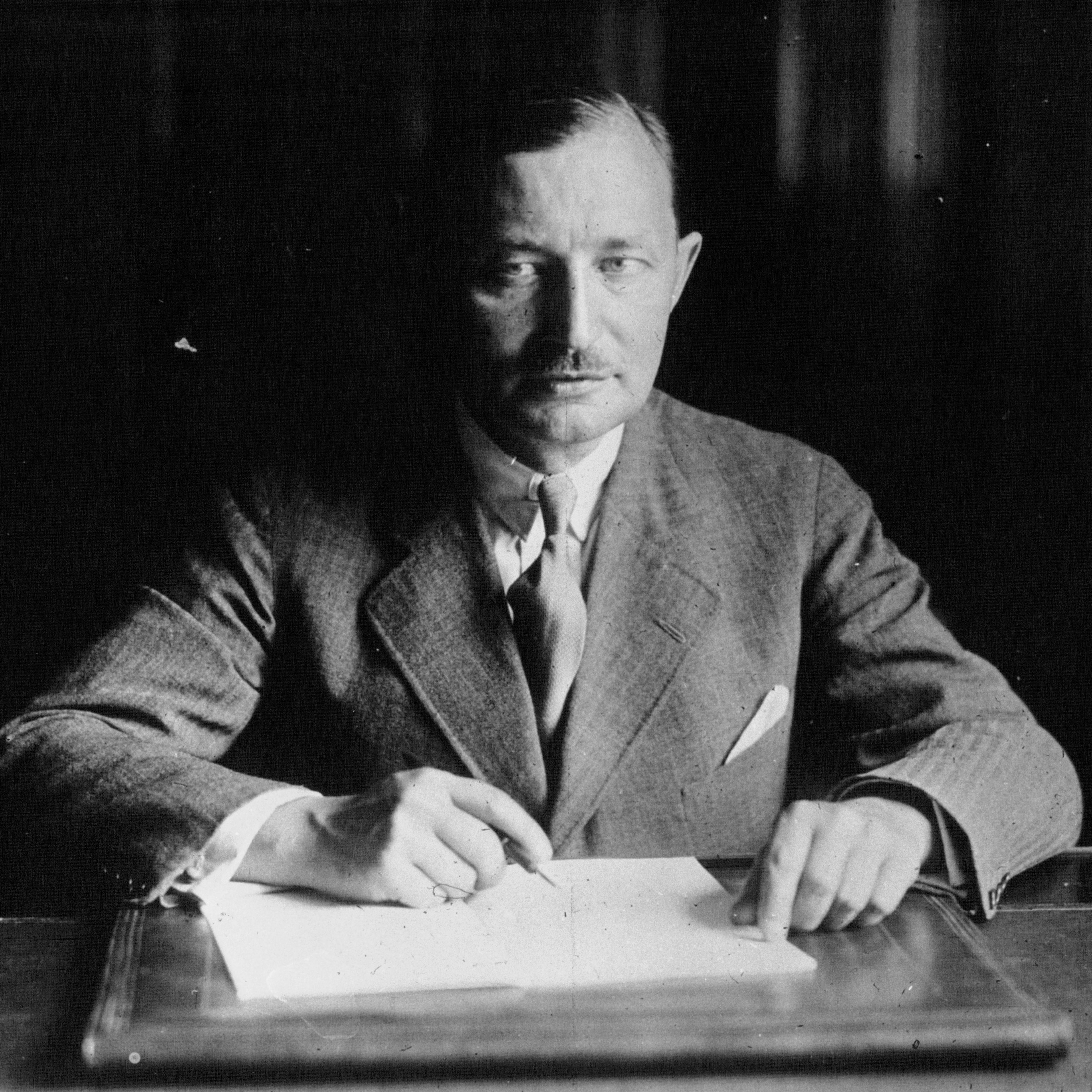
Zdeněk Fierlinger (* 11. července)

- 1. ledna – Jan Vážný, profesor římského práva († 18. dubna 1942)
- 2. ledna – Karel Driml, lékař, popularizátor, spisovatel a dramatik († 20. října 1929)
- 12. ledna – Jiří Mařánek, spisovatel († 4. května 1959)
- 18. ledna – Karel Pokorný, sochař († 14. února 1962)
- 23. ledna – František Smolík, herec († 26. ledna 1972)
- 28. ledna – Karel Boleslav Jirák, skladatel, hudební pedagog a dirigent († 30. ledna 1972)
- 30. ledna – Gustav Hilmar, herec, malíř a sochař († 19. března 1967)
- 12. února – Jaroslava Vobrubová-Koutecká, překladatelka († 18. prosince 1969)
- 22. února – František Fanta, československý legionář, generálmajor čs. armády († 12. října 1977)
- 28. února – Julie Wohryzková, snoubenka Franze Kafky († 26. srpna 1944)
- 13. března – Gustav Skalský, historik, numismatik, ředitel Národního muzea († 20. září 1956)
- 18. března
  - Ruda Kubíček, malíř († 6. dubna 1983)
  - Eduard Milén, malíř († 19. května 1976)
- 19. března
  - Josef Blatný, hudební skladatel († 18. července 1980)
  - Josef Šíma, malíř († 24. července 1971)
- 23. března – Vojtěch Luža, generál, legionář a odbojář († 2. října 1944)
- 29. března – Oldřich Hilmera, sbormistr a hudební skladatel († 6. října 1948)
- 2. dubna
  - Josef Fischer, filozof, sociolog a publicista († 19. února 1945)
  - Zdeněk Novák, legionář, prvorepublikový generál, odbojář († 23. října 1988)
- 3. dubna – Bedřich Neumann, generál, legionář, velitel Obrany národa († 15. července 1964)
- 6. dubna – Vojtěch Ondrouch, historik († 15. června 1963)
- 8. dubna – František Albert Libra, architekt a urbanista († 30. června 1958)
- 9. dubna – Vlasta Burian, herec, režisér, zpěvák, divadelní ředitel a spisovatel († 31. ledna 1962)
- 10. dubna – Jiří Dvořák, malíř († 25. ledna 1977)
- 20. dubna – Josef Laufer, sportovní redaktor a komentátor († 19. října 1966)
- 21. dubna – František Suchý Pražský, hudební skladatel a spisovatel († 13. června 1973)
- 23. dubna – T. R. Field, satirický básník († 4. srpna 1969)
- 25. dubna – František Rouček, děkan Právnické fakulty Masarykovy univerzity († 29. prosince 1967)
- 27. dubna – Otakar Klapka, právník, pražský primátor († 4. října 1941)
- 1. května – Emil Šulc, architekt († 3. ledna 1957)
- 5. května – Radim Kettner, geolog a báňský odborník († 9. dubna 1967)
- 8. května
  - Václav Jiřikovský, herec, režisér a divadelní ředitel († 9. května 1942)
  - Jan Vraštil, církevní historik, kanovník litoměřické kapituly († 30. července 1955)
- 13. května – Jan Svatopluk Procházka, přírodovědec († 30. ledna 1933)
- 14. května – Břetislav Kafka, řezbář, sochař a léčitel († 27. srpna 1967)
- 25. května – Olga Masaryková, nejmladší dcera T. G. Masaryka († 12. září 1978)
- 2. června – František Forst, hudební skladatel († 12. dubna 1960)
- 9. června – František Foltýn, malíř († 8. června 1976)
- 14. června
  - Paul Engelmann, izraelský architekt a filozof moravského původu († 5. února 1965)
  - Ladislav Karel Feierabend, československý ekonom, ministr československých vlád († 15. srpna 1969)
  - Karel Hruška, zpěvák vážné i populární hudby († 17. října 1966)
  - Augustin Alois Neumann, historik a profesor církevních dějin († 26. prosince 1948)
- 23. června – Vladislav Vančura, spisovatel a filmový režisér († 1. června 1942)
- 27. června – Adolf Novotný, evangelický teolog († 22. května 1968)
- 8. července – Josef Hora, básník, překladatel a literární kritik († 21. června 1945)
- 11. července
  - Zdeněk Fierlinger, sociálně-demokratický a později komunistický funkcionář († 2. května 1976)
  - Vladimír Silovský, grafik († 26. dubna 1974)
- 12. července
  - Jindřich Kumpošt, architekt a urbanista († 14. července 1968)
  - Antonín Václavík, etnograf († 4. prosince 1959)
- 14. července – Bohumil Borecký, legionář, důstojník čs. armády, odbojář a oběť komunismu († po r. 1950)
- 24. července
  - Jaroslav Čihák, generál, příslušník Obrany národa a zahraničního odboje ve Velké Británii († 30. dubna 1944)
  - Ludwig Blum, česko-izraelský malíř († 28. července 1974)
- 29. července – Jaromír Pečírka, historik umění († 22. srpna 1966)
- 30. července – Jaroslav Jedlička, lékař, zakladatel oboru pneumologie († 14. prosince 1974)
- 3. srpna – Xena Longenová, herečka († 23. května 1928)
- 9. srpna – Rudolf Mazuch, akademický malíř († 8. února 1920)
- 13. srpna
  - Jaroslav Grus, malíř († 13. října 1983)
  - Václav Hadač, archivář († 4. dubna 1964)
- 14. srpna – Jaroslav Mráz-Habrovský, malíř († 12. října 1976)
- 17. srpna – Ludvík Kundera, klavírista, muzikolog a hudební pedagog († 12. května 1971)
- 24. srpna – Pavla Vachková, operní pěvkyně – soprán († 1978)
- 1. září – František Hofman, malíř († 3. března 1969)
- 6. září – Saša Rašilov starší, herec († 3. května 1955)
- 7. září – Ferenc Futurista, herec a sochař († 19. června 1947)
- 12. září – Josef Kotas, komunistický politik, starosta Ostravy († 11. července 1966)
- 14. září – Ada Nordenová, operní pěvkyně († 18. prosince 1973)
- 27. září – Oskar Josef Odstrčil, evangelický duchovní, knihovník TGM a spisovatel († 31. října 1951)
- 10. října
  - František Lýdie Gahura, architekt a sochař († 15. září 1958)
  - Oldřich Tomíček, analytický chemik († 21. října 1953)
- 14. října – Hubert Pilčík, sériový vrah († 9. září 1951)
- 15. října – Hubert Svoboda, architekt a stavitel († 24. srpna 1969)
- 18. října – Milada Smolíková, divadelní a filmová herečka († 1. listopadu 1972)
- 19. října – Josef Krosnář, československý politik, ministr československých vlád († 25. prosince 1968)
- 22. října – Fidelio Fritz Finke, hudební skladatel († 12. června 1968)
- 31. října – Hubert Aust, architekt († 20. prosince 1955)
- 2. listopadu – Milada Paulová, historička a byzantoložka († 17. ledna 1970)
- 4. listopadu – Miroslav Krejčí, hudební skladatel a pedagog († 29. prosince 1964)
- 8. listopadu – Vojtěch Holeček, legionář, novinář a politik († 1969)
- 11. listopadu – Jan Mukařovský, estetik a literární teoretik († 8. února 1975)
- 2. prosince – Josef Šroubek, fotbalista a lední hokejista († 29. srpna 1964)
- 15. prosince – Josef Quido Lexa, učitel a hudební skladatel († 6. ledna 1925)
- 17. prosince
  - Josef Glogar, generální vikář arcidiecéze olomoucké († 11. října 1969)
  - Ladislav Truksa, matematik, statistik († ?)
- 28. prosince – Josef Sedlák, československý politik († 10. května 1966)
- 31. prosince
  - Jindřich Hybler, sbormistr a hudební skladatel († 2. února 1966)
  - Antonín Pešl, zakladatel čs. legií v Itálii, aktivní účastník domácího protiněmeckého odboje († 22. prosince 1942)
- neznámé datum
  - Arnošt Caha, spisovatel a kulturní historik († 1935)
  - Jaroslav Jirkovský, hokejista, čtyřnásobný mistr Evropy († 31. srpna 1966)
  - Jaroslav Ignác Čížek, brigádní generál, legionář († 1972)

### Svět

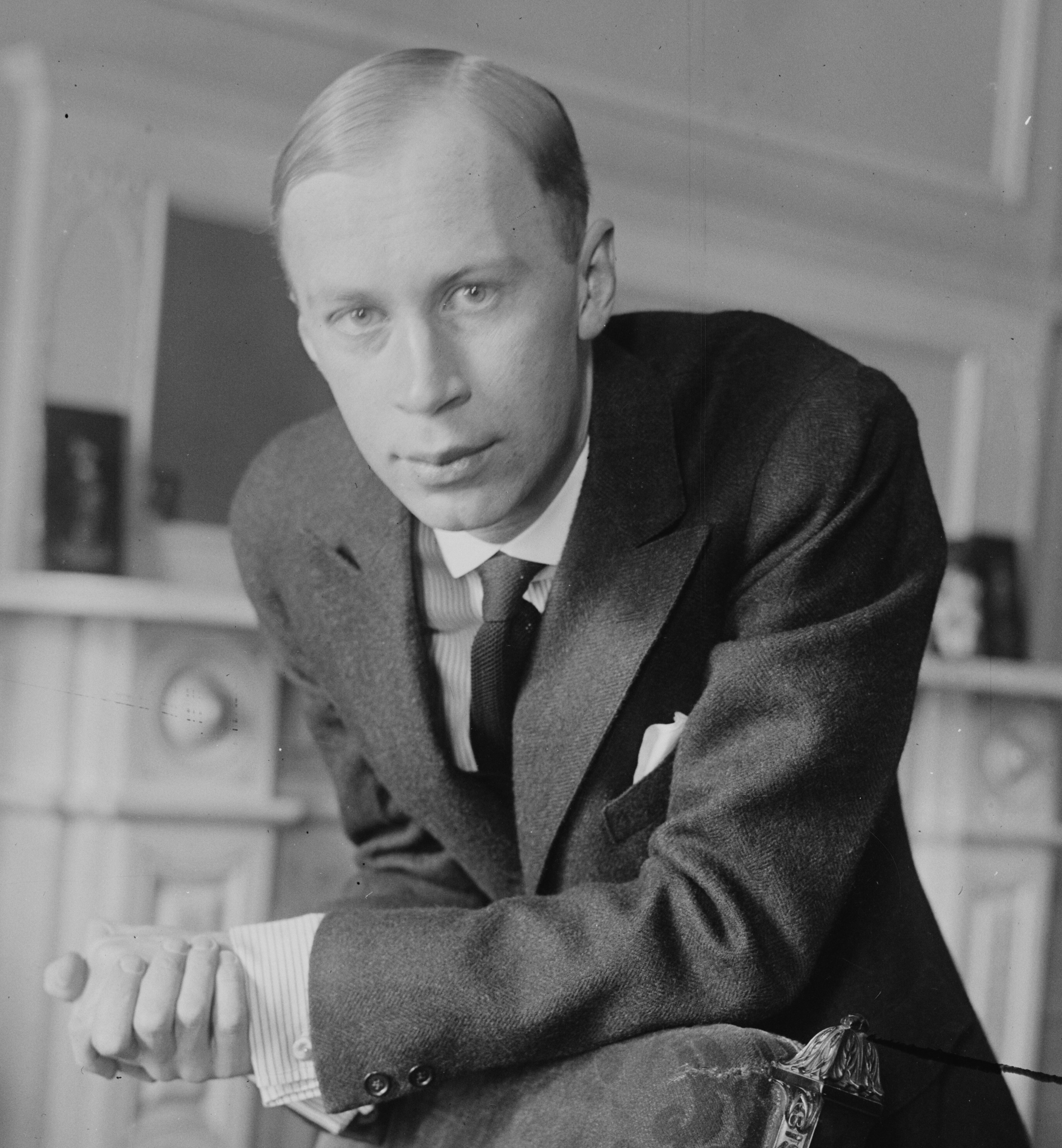
Sergej Prokofjev (* 23. dubna)

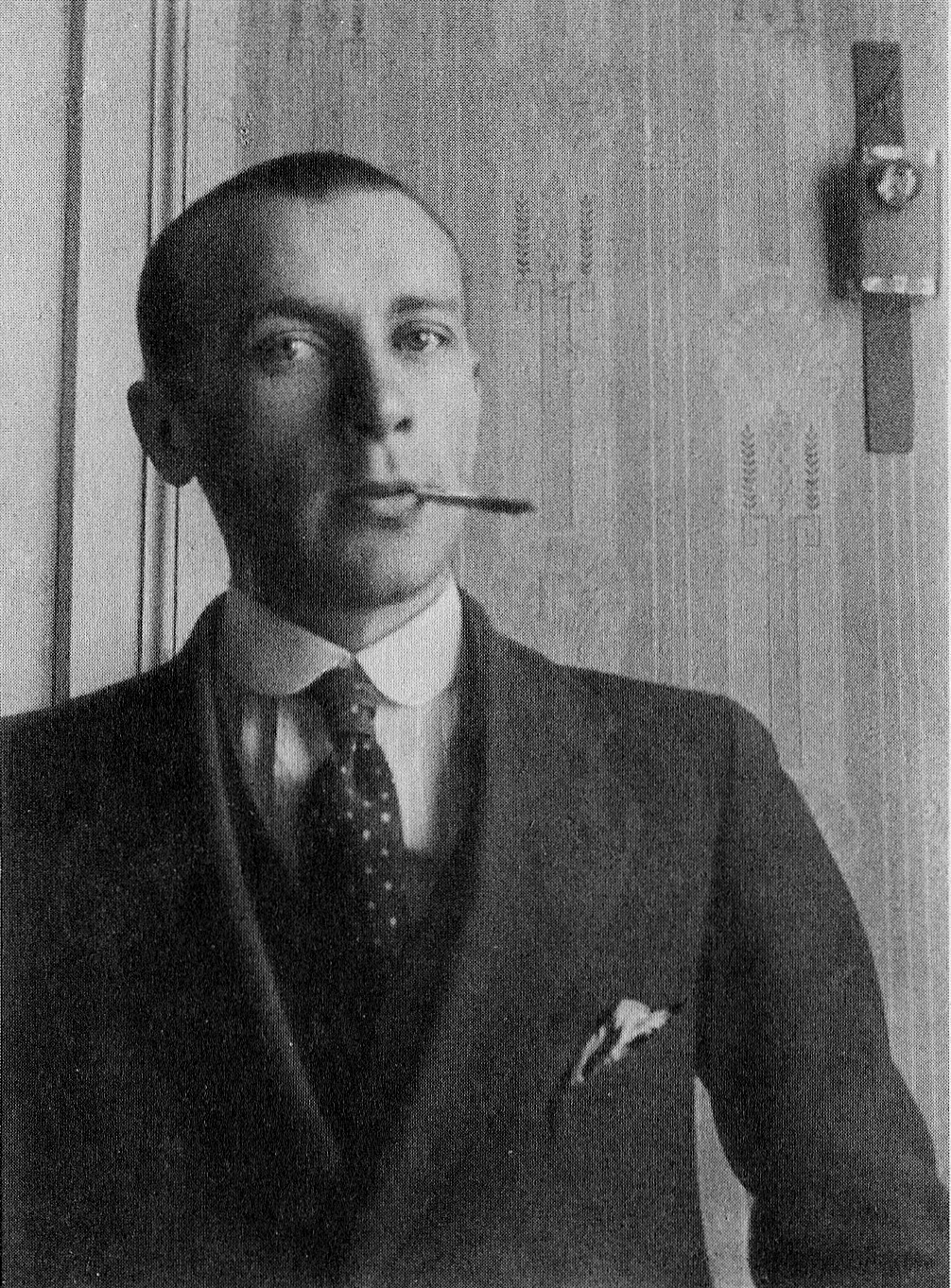
Michail Bulgakov (* 15. května)

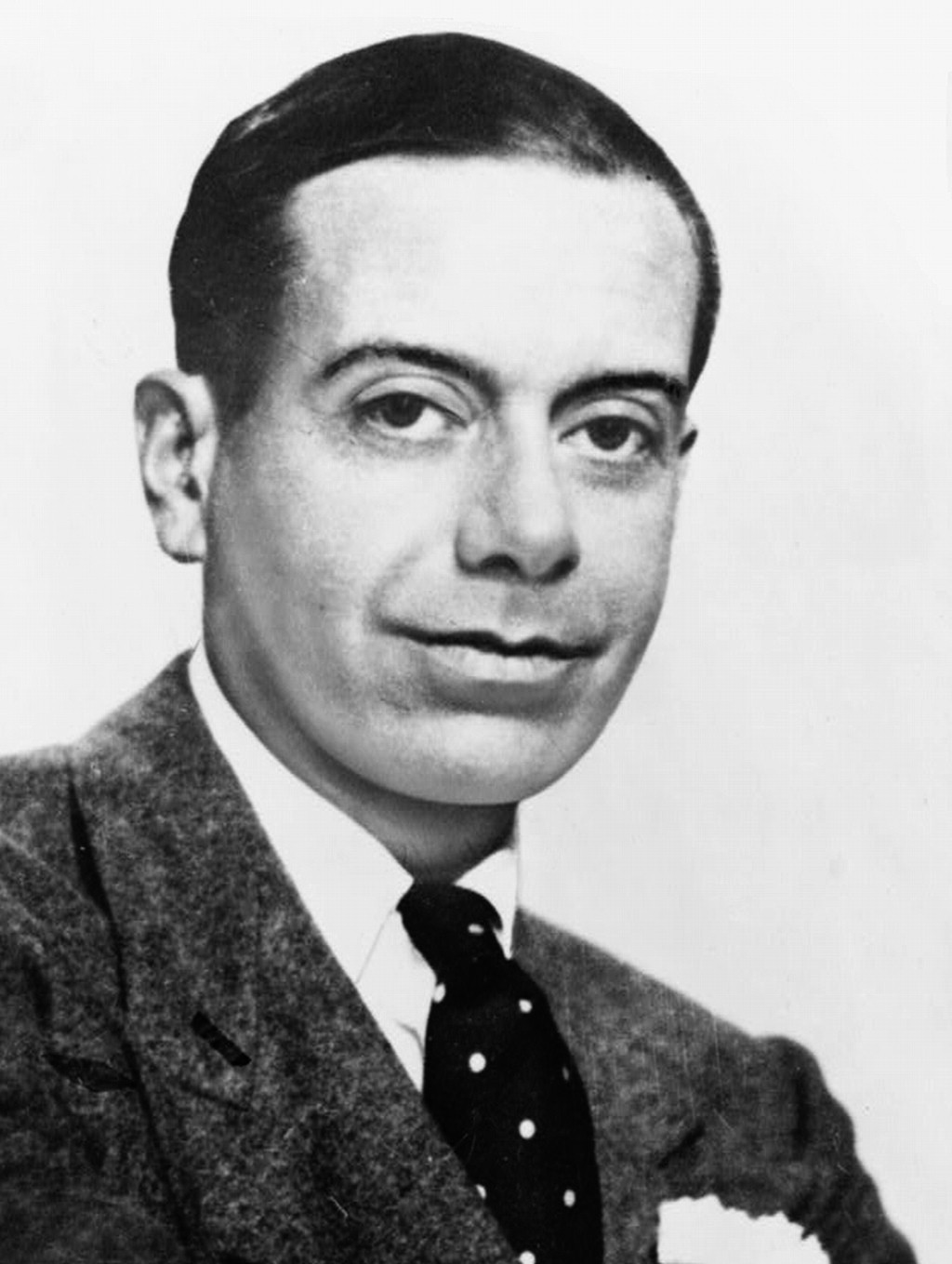
Cole Porter (* 9. června)

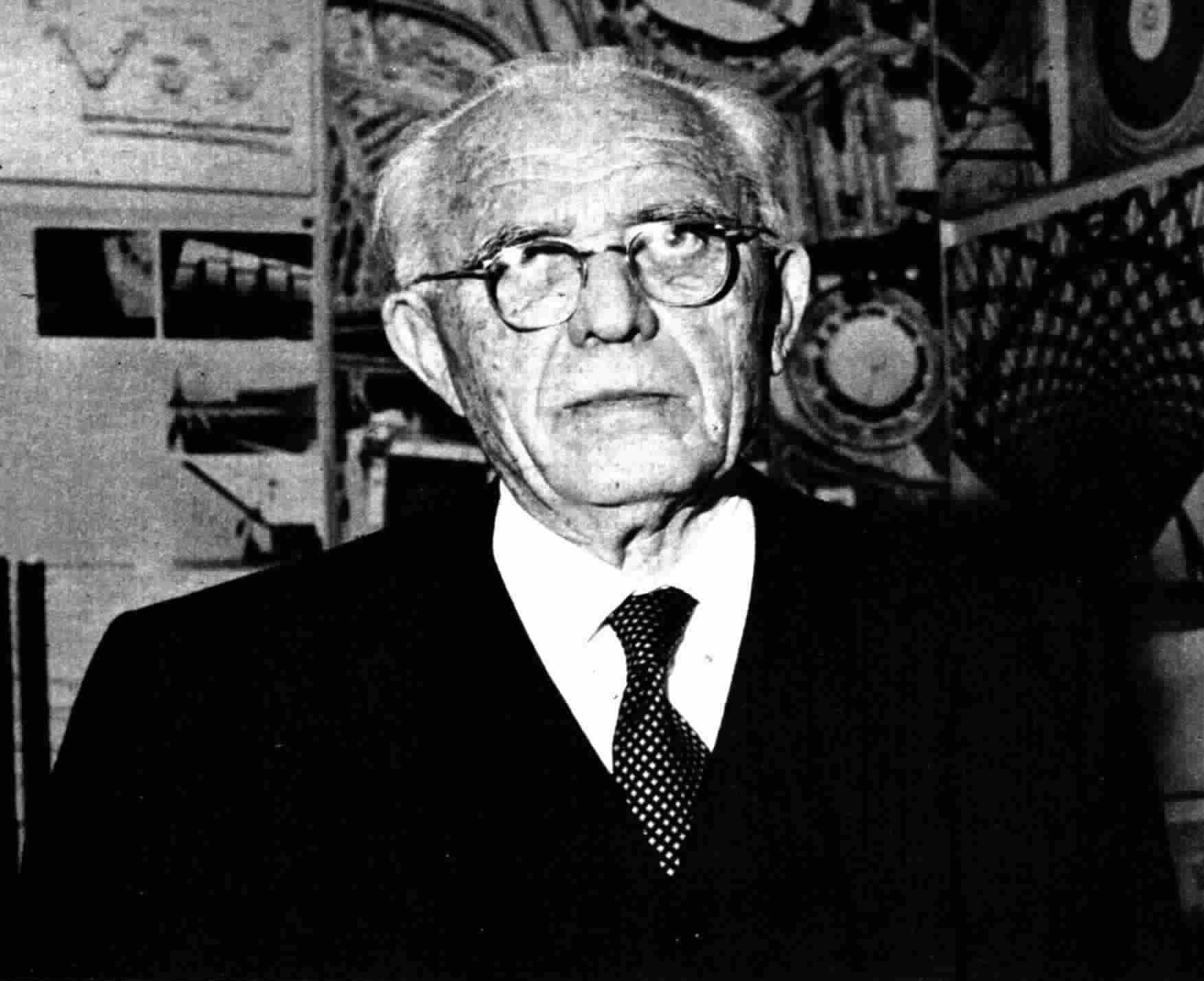
Pier Luigi Nervi (* 21. června)

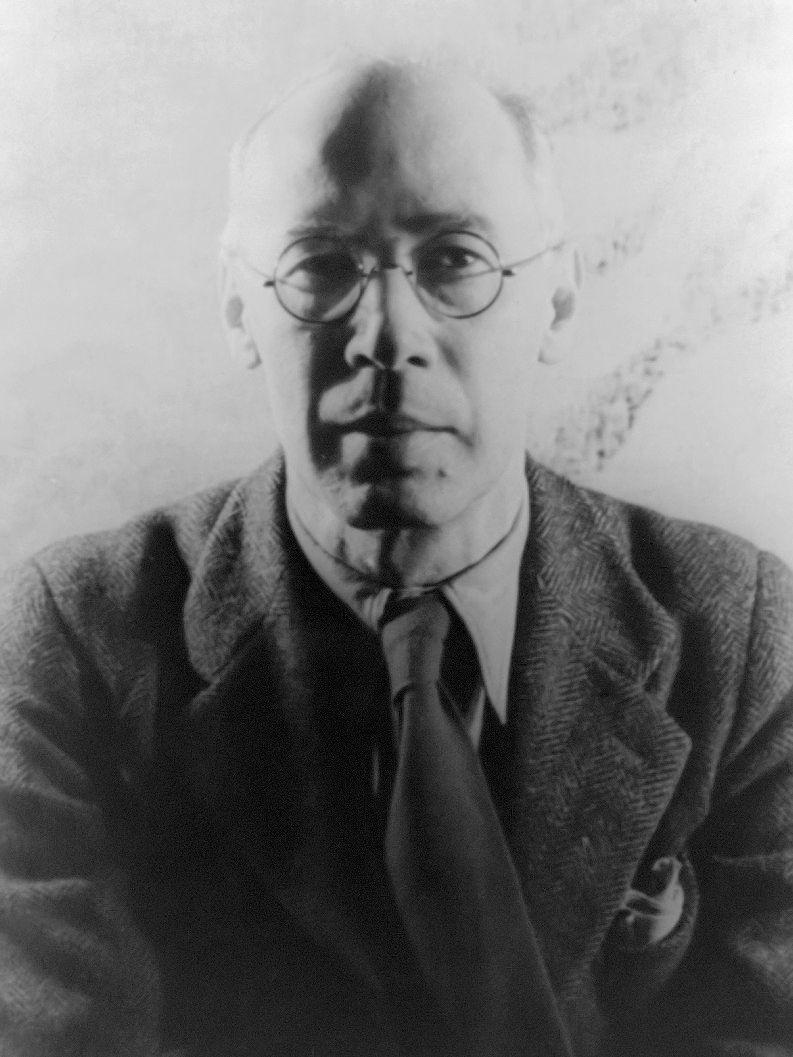
Henry Miller (* 26. prosince)

- 7. ledna – Fernand Guyou, nejúspěšnější francouzský stíhací pilot první světové války († 1. září 1944)
- 8. ledna
  - Walther Bothe, německý fyzik († 8. února 1957)
  - Bronislava Nižinská, rusko-polská tanečnice a choreografka († 21. února 1972)
- 9. ledna – August Gailit, estonský spisovatel († 5. listopadu 1960)
- 13. ledna
  - Julio Baghy, maďarský herec, režisér a esperantista († 18. března 1967)
  - Michal Pro, jezuitský kněz a mučedník, katolický světec († 23. listopadu 1927)
- 15. ledna – Osip Mandelštam, ruský básník, překladatel, literární vědec († 27. prosince 1938)
- 16. ledna – Tadeusz Kasprzycki, polský generál († 4. prosince 1978)
- 17. ledna – Walter Eucken, německý ekonom († 20. března 1950)
- 18. ledna – Werner Fuchs, šéf německé kanceláře pro konstrukci válečného loďstva († 30. června 1976)
- 22. ledna
  - Moïse Kisling, francouzsko-polský malíř († 29. dubna 1953)
  - Franz Alexander, maďarsko-americký psychoanalytik († 8. března 1964)
- 23. ledna – Antonio Gramsci, italský politik, publicista a marxistický filosof († 27. dubna 1937)
- 24. ledna – Walter Model, německý polní maršál ve druhé světové válce († 21. dubna 1945)
- 26. ledna
  - Frank Costello, mafiánský boss († 18. února 1973)
  - Charles Journet, švýcarský kardinál, teolog († 15. července 1917)
- 27. ledna – Ilja Grigorjevič Erenburg, ruský spisovatel, básník a publicista († 31. srpna 1967)
- 29. ledna – Richard Norris Williams, americký tenista, olympijský vítěz († 2. června 1968)
- 2. února – Antonio Segni, premiér a prezident Itálie († 1. prosince 1972)
- 5. února – Nicolau María Rubió i Tudurí, katalánský architekt, zahradní architekt, urbanista a spisovatel († 4. května 1981)
- 9. února – Ronald Colman, britský herec († 19. května 1958)
- 11. února – Artúr Szalatnai-Slatinský, slovenský architekt († 10. listopadu 1962)
- 13. února – Grant Wood, americký malíř († 12. února 1942)
- 16. února – Hans F. K. Günther, německý rasistický pseudovědec a eugenik († 25. září 1968)
- 17. února – Adolf Fraenkel, izraelský matematik († 15. října 1965)
- 23. února
  - Franz Koritschoner, jeden ze zakladatelů Komunistické strany Rakouska († 9. června 1941)
  - Jevgenij Pašukanis, sovětský právní teoretik († 4. září 1937)
- 27. února – Maurice G. Hindus, rusko-americký spisovatel († 8. července 1969)
- 28. února – Roman Abraham, polský generál za druhé světové války († 26. srpna 1976)
- 1. března – Alfons Maria Mazurek, polský katolický kněz, mučedník, blahoslavený († 28. srpna 1944)
- 3. března
  - Damaskinos Papandreou, pravoslavný biskup, premiér Řecka († 20. května 1949)
  - Fritz Rumey, německý stíhací pilot v první světové válce († 27. září 1918)
  - Federico Moreno Torroba, španělský hudební skladatel († 12. září 1982)
- 11. března – Michael Polanyi, maďarsko-britský filozof a chemik († 22. února 1976)
- 13. března – Felix Aderca, rumunský básník, spisovatel, překladatel a dramatik († 12. prosince 1962)
- 19. března – Earl Warren, americký guvernér, předseda Nejvyššího soudu USA a ministr spravedlnosti Kalifornie († 9. července 1974)
- 24. března – Sergej Vavilov, ruský fyzik a prezident Akademie věd SSSR († 25. ledna 1951)
- 26. března – Anežka Marie Toskánská, rakouská arcivévodkyně a toskánská princezna († 4. října 1945)
- 31. března – Esther Kreitman, autorka románů a povídek v jazyce jidiš († 13. června 1954)
- 2. dubna – Max Ernst, německý malíř († 1. dubna 1976)
- 5. dubna – Arnold Jackson, britský atlet, olympijský vítěz v běhu na 1500 metrů († 13. listopadu 1972)
- 7. dubna – Eino Leino, finský zápasník, olympijský vítěz († 30. listopadu 1986)
- 12. dubna – Pierre Allorge, francouzský botanik († 21. ledna 1934)
- 14. dubna – Bhímráo Rámdží Ámbédkar, indický právník, politický vůdce nedotknutelných († 6. prosince 1956)
- 23. dubna
  - Sergej Prokofjev, ruský skladatel, pianista a dirigent († 5. března 1953)
  - Cvi Jehuda Kook, vedoucí osobnost náboženského sionismu († 9. března 1982)
- 28. dubna – Karl-Adolf Hollidt, generálplukovník německého Wehrmachtu († 22. května 1985)
- 2. května – Rudolf Toussaint, německý generál, velitel jednotek Wehrmachtu bojujících v Praze († 1. července 1968)
- 15. května – Michail Bulgakov, sovětský prozaik a dramatik († 10. března 1940)
- 18. května – Rudolf Carnap, německý filosof, matematik a logik († 14. září 1970)
- 19. května – Oswald Boelcke, německý stíhací pilot v první světové válce († 28. října 1916)
- 22. května – Johannes Robert Becher, německý básník a komunistický politik († 11. října 1958)
- 23. května – Pär Lagerkvist, švédský spisovatel, nositel Nobelovy ceny († 11. července 1974)
- 26. května
  - Janez Jalen, slovinský kněz a spisovatel († 12. dubna 1966)
  - Paul Lukas, maďarsko-americký filmový herec († 15. srpna 1971)
- 29. května – Yvan Goll, francouzský básník († 27. února 1950)
- 2. června – Takidžiró Óniši, japonský admirál († 16. srpna 1945)
- 9. června – Cole Porter, americký hudební skladatel a textař († 15. října 1964)
- 15. června – Anatolij Nikolajevič Pepeljajev, ruský vojenský velitel († 14. ledna 1938)
- 16. června – Vladimir Alexandrovič Albickij, ruský astronom († 15. června 1952)
- 19. června – John Heartfield, německý výtvarník († 26. dubna 1968)
- 21. června – Pier Luigi Nervi, italský konstruktér a architekt († 9. ledna 1979)
- 27. června – Vladimir Michajlovič Petljakov, sovětský letecký konstruktér († 12. ledna 1942)
- 30. června – Stanley Spencer, anglický malíř († 14. prosince 1959)
- 5. července
  - John Howard Northrop, americký biochemik, nositel Nobelovy ceny († 27. května 1987)
  - Tin Ujević, chorvatský básník († 12. listopadu 1955)
- 7. července – Tadamiči Kuribajaši, japonský generál ve druhé světové válce († 23. března 1945)
- 21. července
  - Julius Saaristo, finský dvojnásobný olympijský medailista v hodu oštěpem († 12. října 1969)
  - Lasar Segall, brazilský malíř a sochař († 2. srpna 1957)
- 8. srpna – Šmu'el Dajan, izraelský politik († 11. srpna 1968)
- 12. srpna – Dimitrije Ljotić, ministr spravedlnosti jugoslávské vlády za druhé světové války († 23. dubna 1945)
- 15. srpna – Tor Bergeron, švédský meteorolog († 13. června 1977)
- 17. srpna – Abram Kardiner, americký psychiatr, psychoanalytik a antropolog († 20. června 1981)
- 20. srpna – Šizó Kanaguri, japonský maratonský běžec († 13. listopadu 1983)
- 22. srpna – Jacques Lipchitz, francouzsko-americký malíř a sochař († 16. května 1973)
- 24. srpna – Gustaw Morcinek, polský spisovatel († 20. prosince 1963)
- 4. září – Fritz Todt, nacistický ministr zbrojního průmyslu († 8. února 1942)
- 6. září – Yrjö Väisälä, finský astronom a fyzik († 21. července 1971)
- 10. září – Carl Jacob Burckhardt, švýcarský esejista, diplomat a historik († 3. března 1974)
- 11. září – Wilhelm von Thoma, generál Wehrmachtu za druhé světové války († 30. dubna 1948)
- 12. září
  - Fred Kelly, americký olympijský vítěz v běhu na 110 metrů překážek z roku 1912 († 7. května 1974)
  - Géza Róheim, maďarský antropolog a psychoanalytik († 7. června 1953)
- 14. září
  - Edgar Bain, americký metalurg († 27. listopadu 1971)
  - Ivan Matvejevič Vinogradov, ruský matematik († 20. března 1983)
- 15. září – Hans Kohn, americký historik, filosof, teoretik nacionalismu († 16. března 1971)
- 16. září
  - Teruo Akijama, admirál japonského císařského námořnictva († 6. července 1943)
  - Karl Dönitz, německý velkoadmirál, budovatel a vrchní velitel německého ponorkového loďstva († 24. prosince 1980)
- 24. září – William Friedman, americký kryptolog († 12. listopadu 1969)
- 30. září – Henry Potez, francouzský průmyslník († 9. listopadu 1981)
- 1. října – Morfydd Llwyn Owen, velšská hudební skladatelka, klavíristka a zpěvačka († 7. září 1918)
- 6. října
  - Hendrik Adamson, esperantsky píšící estonský spisovatel († 7. března 1946)
  - Kálmán Kalocsay, maďarský esperantista, básník a lékař († 27. února 1976)
- 12. října – Terezie Benedikta od Kříže, katolická světice, mučednice († 9. srpna 1942)
- 14. října – Gottlieb Fiala, rakouský odborář a politik Komunistické strany Rakouska († 28. prosince 1970)
- 20. října – James Chadwick, britský fyzik, nositel Nobelovy ceny († 24. července 1974)
- 24. října – Rafael Trujillo, diktátor vládnoucí v Dominikánské republice († 30. května 1961)
- 25. října – Charles Coughlin, americký katolický kněz, extremistický kazatel († 27. října 1979)
- 27. října – Paul Grüninger, švýcarský policejní důstojník, nositel titulu Spravedlivý mezi národy († 22. února 1972)
- 2. listopadu – Helmuth Weidling, generál dělostřelectva německého Wehrmachtu († 17. listopadu 1955)
- 7. listopadu
  - Dmitrij Andrejevič Furmanov, ruský spisovatel († 15. března 1926)
- 9. listopadu – Karl Loewenstein, americký ústavní právník († 10. července 1973)
- 12. listopadu – Władysław Bortnowski, polský generál († 21. listopadu 1966)
- 14. listopadu
  - Frederick Banting, kanadský lékař, objevitel léčebných účinků inzulinu († 21. února 1941)
  - Ted Meredith, americký atlet, dvojnásobný olympijský vítěz († 2. listopadu 1957)
- 15. listopadu – Erwin Rommel, německý polní maršál († 14. října 1944)
- 19. listopadu – Genrich Jagoda, velitel NKVD, iniciátor moskevských procesů († 15. března 1938)
- 21. listopadu – Erik Lindahl, švédský ekonom († 6. ledna 1960)
- 22. listopadu – Edward L. Bernays, americký zakladatel moderních public relations († 9. dubna 1995)
- 27. listopadu – Pedro Salinas, španělský spisovatel († 4. prosince 1951)
- 29. listopadu – Julius Raab, rakouský kancléř († 8. ledna 1964)
- 2. prosince – Otto Dix, německý malíř († 25. července 1969)
- 3. prosince – Gustaf Lindblom, švédský olympijský vítěz v trojskoku († 26. dubna 1960)
- 5. prosince – Alexandr Rodčenko, sovětský fotograf a výtvarník († 3. prosince 1956)
- 10. prosince
  - Harold Alexander, britský maršál († 16. června 1969)
  - Nelly Sachsová, německá spisovatelka († 12. května 1970)
- 19. prosince – Edward Bernard Raczyński, polský prezident v exilu († 30. července 1993)
- 23. prosince – Cy Denneny, kanadský hokejista († 10. září 1970)
- 26. prosince – Henry Miller, americký spisovatel († 7. června 1980)
- neznámé datum
  - Aref al-Aref, novinář, historik a starosta Východního Jeruzaléma († 30. června 1973)
  - Danilo Ilić, strůjce atentátu na Františka Ferdinanda d'Este († 3. února 1915)
  - Eli'ezer Kaplan, izraelský ministr financí a vicepremiér († 13. července 1952)
  - Joan Prats i Vallès, katalánský sběratel umění († 1970)

## Úmrtí

### Česko

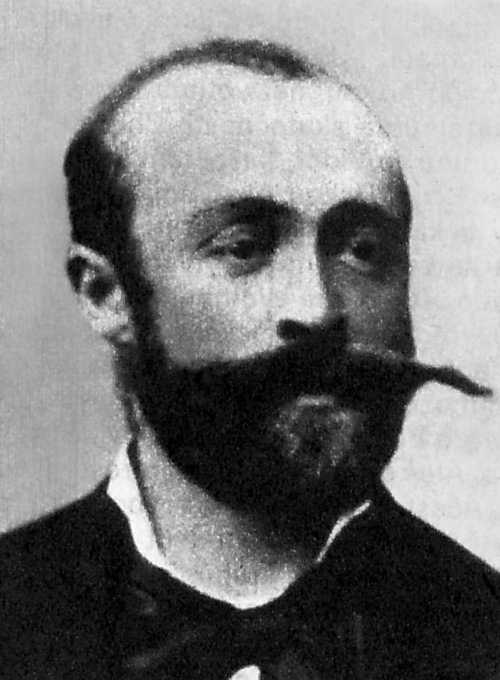
Antonín Chittussi († 1. května)

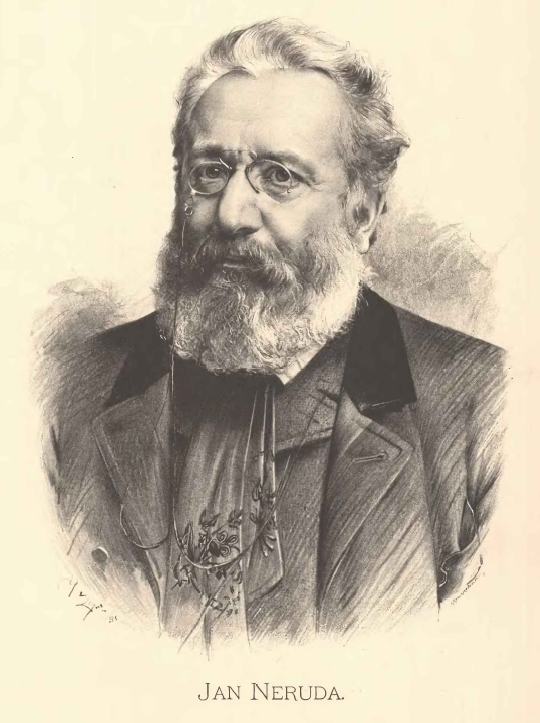
Jan Neruda († 22. srpna)

- 5. ledna – Pavel Švanda ze Semčic, režisér, dramaturg, spisovatel a divadelní ředitel (* 27. listopadu 1825)
- 29. ledna – Ignác Šustala, podnikatel (* 1822)
- 10. února – Otakar Feistmantel, geolog a paleontolog (* 20. listopadu 1848)
- 25. února – Peter Bibus, rakouský a český politik německé národnosti (* 9. března 1825)
- 2. března – František Skopalík, vlastivědný pracovník, písmák a politik (* 18. června 1822)
- 12. března – Ernst Mayer, poslanec Českého zemského sněmu a Říšské rady, starosta Prachatic (* 21. ledna 1815)
- 15. března – Josef Chmelíček, kněz, teolog, hudební skladatel, pedagog a spisovatel (* 23. března 1823)
- 17. března – Eduard Clam-Gallas, rakouský generál (* 14. března 1805)
- 29. března – Marie Riegrová-Palacká, dcera Františka Palackého, filantropka (* 18. dubna 1833)
- 12. dubna – Leo Nagel, právník, spisovatel a politik německé národnosti (* 15. března 1835)
- 14. dubna – Antonín Barborka, geometr a pedagog (* 7. ledna 1835)
- 21. dubna – Karel Schwarz, poslanec Českého zemského sněmu, biskup pražský (* 30. září 1828)
- 27. dubna – Joachim Oppenheim, ivančický rabín a spisovatel (* 29. září 1832)
- 1. května – Antonín Chittussi, malíř (* 1. prosince 1847)
- 29. května – Peregrin Obdržálek, katolický kněz, zakladatel knihoven, záložen aj., autor věroučné i jiné literatury (* 9. května 1825)
- 10. června – Jan Strakatý, právník, politik a ochotnický divadelník (* 22. října 1835)
- 14. června – František Wichterle, prostějovský podnikatel (* 23. září 1840)
- 17. června – Karel Urbanec, bankéř (* 30. ledna 1845)
- 22. června – August Seydler, astronom a teoretický fyzik (* 1. června 1849)
- 28. června – Josef Braun, spisovatel (* 11. července 1864)
- 2. července – Vilém Weiss, chirurg a pedagog (* 7. dubna 1835)
- 9. srpna – Jan Zachariáš Quast, malíř (* 28. října 1814)
- 22. srpna – Jan Neruda, básník a novinář (* 9. července 1834)
- 15. října – Wilhelm Horn, malíř a fotograf (* 10. dubna 1809)
- 31. října – Eleonora Šomková, snoubenka Karla Hynka Máchy (* 25. února 1817)
- 3. prosince – Anton Thomas Hanke, speleolog (* 21. prosince 1840)
- 4. prosince – Vratislav Kazimír Šembera, básník a novinář (* 4. března 1844)

### Svět

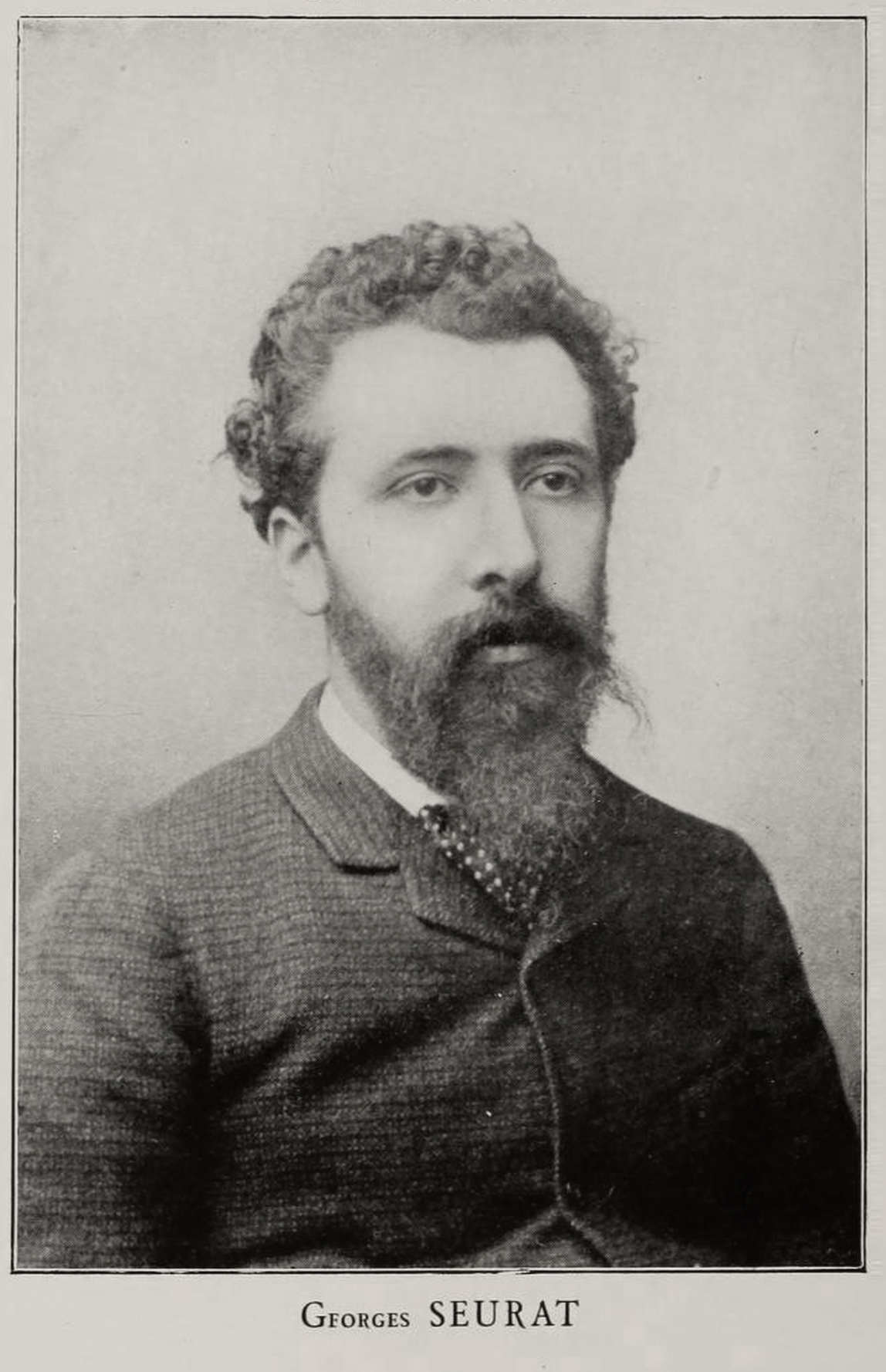
Georges Seurat († 29. března)

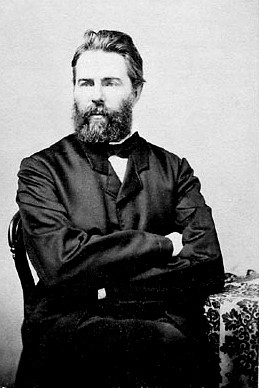
Herman Melville († 28. září)

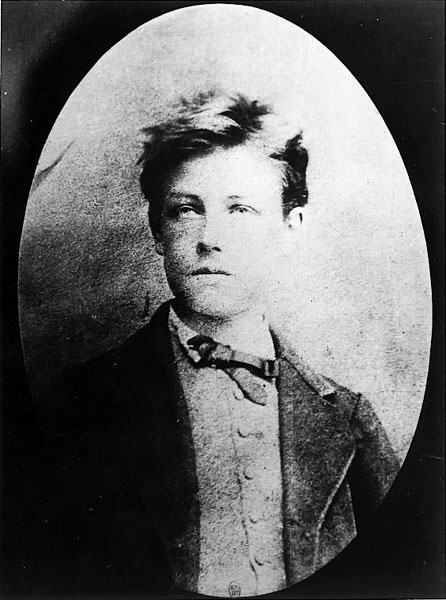
Arthur Rimbaud († 10. listopadu)

- 5. ledna – Emma Abbottová, americká sopranistka (* 9. prosince 1850)
- 8. ledna – Fredrik Pacius, finsko-německý hudební skladatel (* 19. března 1809)
- 11. ledna – Baron Haussmann, francouzský městský architekt a pařížský prefekt (* 27. března 1809)
- 16. ledna – Léo Delibes, francouzský skladatel (* 21. února 1836)
- 20. ledna – Kalākaua, král Havajských ostrovů (16. listopadu 1836)
- 23. ledna
  - Ján Šimor, ostřihomský arcibiskup, uherský primas a kardinál (* 23. srpna 1813)
  - Friedrich von Schmidt, rakouský architekt (* 22. října 1825)
- 25. ledna – Theo van Gogh, bratr malíře Vincenta van Gogha (* 1. května 1857)
- 26. ledna – Nicolaus Otto, německý konstruktér a vynálezce (* 14. června 1832)
- 28. ledna – Felipe Poey, kubánský zoolog (* 26. května 1799)
- 31. ledna – Ernest Meissonier, francouzský malíř a sochař (* 21. února 1815)
- 9. února – Johan Barthold Jongkind, nizozemský malíř (* 3. června 1819)
- 10. února – Sofja Kovalevská, ruská matematička (* 15. ledna 1850)
- 14. února – William Tecumseh Sherman velitel vojsk Severu v americké občanské válce (* 8. února 1820)
- 17. února – Theophil von Hansen, dánsko-rakouský architekt (* 13. července 1813)
- 21. února – Artur Maximilian von Bylandt-Rheidt, ministr války Rakouska-Uherska (* 3. května 1821)
- 7. března – Franc Miklošič, slovinský lingvista a filolog (* 20. listopadu 1813)
- 8. března – Antonio Ciseri, švýcarsko-italský malíř (* 25. října 1821)
- 29. března – Georges Seurat, francouzský malíř (* 2. prosince 1859)
- 2. dubna
  - Albert Pike, americký právník, spisovatel a voják (* 29. prosince 1809)
  - Ahmed Vefik Paša, osmanský státník, diplomat a velkovezír (* 3. července 1823)
- 7. dubna – Phineas Taylor Barnum, americký podnikatel a zakladatel cirkusu (* 5. července 1810)
- 10. dubna – John Adams Whipple, americký fotograf a vynálezce (* 10. září 1822)
- 11. dubna – Štefan Marko Daxner, slovenský šlechtic, politik, právník, ekonom a národní buditel (* 22. prosince 1822)
- 12. dubna – Cecilie Bádenská, bádenská princezna a ruská velkokněžna (* 20. září 1839)
- 24. dubna – Helmuth von Moltke starší, německý polní maršál (* 26. října 1800)
- 25. dubna – Nikolaj Nikolajevič Ruský, třetí syn ruského cara Mikuláše I. (* 8. srpna 1831)
- 30. dubna – Joseph Leidy, americký paleontolog a anatom (* 9. září 1823)
- 8. května – Helena Petrovna Blavatská, zakladatelka Theosofické společnosti (* 12. srpna 1831)
- 11. května
  - Alexandre Edmond Becquerel, francouzský fyzik (* 24. dubna 1820)
  - Auguste Bussière, francouzský literární kritik (* 11. července 1810)
  - Karl Wilhelm von Nägeli, švýcarský botanik (* 1817)
- 15. května – Edwin Long, anglický malíř (* 12. července 1829)
- 22. května – Ernst Julius Hähnel, německý sochař (* 9. března 1811)
- 30. května – Vilemína Dánská, dánská korunní princezna (* 18. ledna 1808)
- 31. května – Anton Heinrich Springer, německý historik umění (* 13. července 1825)
- 3. června – Friedrich Brandt, německý fotograf (* 1. července 1823)
- 5. června – Leopold Hasner von Artha, rakouský politik (* 15. března 1818)
- 6. června – John Alexander Macdonald, první ministerský předseda Kanady (* 11. ledna 1815)
- 23. června – Wilhelm Eduard Weber, německý fyzik (* 24. října 1804)
- 28. června – José Inzenga, španělský skladatel a folklorista (* 3. června 1828)
- 4. července – Hannibal Hamlin, 15. viceprezident USA (* 27. srpna 1809)
- 19. července – Gottfried Keller, švýcarský spisovatel († 15. července 1890)
- 21. července – Franco Faccio, italský skladatel a dirigent (* 8. března 1840)
- 14. srpna
  - Teofil Kwiatkowski, polský malíř (* 21. února 1809)
  - Sarah Childress Polková, manželka 11. prezidenta USA Jamese Polka (* 4. září 1803)
- 18. srpna – Louis Paulsen, německý šachový mistr (* 15. ledna 1833
- 9. září – Jules Grévy, francouzský prezident (* 15. srpna 1807)
- 12. září – Nikolaj Ivanovič Bachmetěv, ruský hudební skladatel a houslista (* 22. října 1807)
- 17. září – Josef Maximilián Petzval, slovenský matematik, fyzik a vynálezce (* 6. ledna 1807)
- 24. září – Alexandra Řecká a Dánská, řecká princezna a ruská velkokněžna (* 30. srpna 1870)
- 27. září – Ivan Alexandrovič Gončarov, ruský spisovatel (* 18. června 1812)
- 28. září – Herman Melville, americký spisovatel a básník (* 1. srpna 1819)
- 30. září – Georges Boulanger, francouzský generál a politik (* 29. dubna 1837)
- 3. října – Édouard Lucas, francouzský matematik (* 4. dubna 1842)
- 6. října – Karel I. Württemberský, 3. württemberský král (* 6. března 1823)
- 15. října – William Henry Fitzhugh Lee, syn generála Roberta Edwarda Lee (* 31. května 1837)
- 3. listopadu – Louis Lucien Bonaparte, francouzský jazykovědec (* 4. ledna 1813)
- 10. listopadu – Arthur Rimbaud, francouzský básník (* 20. října 1854)
- 12. listopadu – Jindřiška Mendlová, německá herečka, manželka bavorského vévody Ludvíka (* 31. července 1833)
- 13. listopadu – Paweł Stalmach, polský národní buditel, novinář (* 13. srpna 1824)
- 24. listopadu – Maria Anna Sala, italská řeholnice, blahoslavená (* 21. dubna 1829)
- 25. listopadu – William Notman, kanadský fotograf (* 8. března 1826)
- 30. listopadu – Jindřich Habsbursko-Lotrinský, rakouský arcivévoda, vnuk císaře Leopolda II (* 28. května 1828)
- 5. prosince – Petr II. Brazilský, brazilský císař (* 2. prosince 1825)
- 6. prosince – Jean-Charles Alphand, pařížský architekt (* 26. října 1817)
- 15. prosince – Zikmund Habsbursko-Lotrinský, rakouský arcivévoda, vnuk císaře Leopolda II. (* 7. ledna 1826)
- 20. prosince – George Bassett Clark, americký astronom (* 14. února 1827)
- 21. prosince – Georg Emil Hansen, dánský fotograf (* 12. května 1833)
- 22. prosince – Paul de Lagarde, německý biblista a orientalista (* 2. listopadu 1827)
- 29. prosince – Leopold Kronecker, německý matematik (* 7. prosince 1823)
- 30. prosince – Franz Vogl, česko-německý skladatel a hudební pedagog (* 20. července 1821)

## Hlavy států
- České království – František Josef I. (1848–1916)
- Papež – Lev XIII. (1878–1903)
- Království Velké Británie – Viktorie (1837–1901)
- Francie – Marie François Sadi Carnot (1887–1894)
- Uherské království – František Josef I. (1848–1916)
- Rakouské císařství – František Josef I. (1848–1916)
- Rusko – Alexandr III. (1881–1894)
- Prusko – Vilém II. Pruský (1888–1918)
- Dánsko – Kristián IX. (1863–1906)
- Švédsko – Oskar II. (1872–1907)
- Belgie – Leopold II. Belgický (1865–1909)
- Nizozemsko – Vilemína Nizozemská (1890–1948)
- Řecko – Jiří I. Řecký (1863–1913)
- Španělsko – Alfons XIII. Španělský (1886–1931)
- Portugalsko – Karel I. Portugalský (1889–1908)
- Itálie – Umberto I. (1878–1900)
- Osmanská říše – Abdulhamid II. (1876–1909)
- USA – Benjamin Harrison (1889–1893)
- Japonsko – Meidži (1867–1912)